# NGC 6895
NGC 6895 est un amas ouvert situé dans la constellation du Cygne. Il a été découvert par l'astronome germano-britannique William Herschel en 1826.
NGC 6895 est à 1 141 ± 53 pc (∼3 720 al) du système solaire et les dernières estimations donnent un âge de 1 milliard d'années. La taille apparente de l'amas est de 16 minutes d'arc, ce qui, compte tenu de la distance et grâce à un calcul simple, équivaut à une taille réelle de 17,3 ± 0,8 al.
Le professeur Seligman et Wolfgang Steinicke considèrent NGC 6895 comme un groupe d'étoiles et non comme un amas ouvert. NGC 6895 ne figure pas sur le site WEBDA qui est consacré aux amas ouverts. Cependant, les bases de données NASA/IPAC et HyperLeda considèrent NGC 6895 comme un amas ouvert. La base de données Simbad considère NGC 6895 comme un objet de nature inconnue